# Cataulacus jeanneli
Cataulacus jeanneli é uma espécie de formiga do gênero Cataulacus, pertencente à subfamília Myrmicinae.